# Даце Акментиня
Даце Акментиня (латыш. Dace Akmentiņa, настоящее имя Доротея Штейнберга, латыш. Doroteja Šteinberga; 3 июля 1858, усадьба Грюнвальд, Бауский уезд, Курляндская губерния — 16 марта 1936, Рига) — русская и латвийская актриса.

## Биография
Окончила сельскую школу, в 1875 году перебралась в Ригу, работала швеёй и пела в хоре.
В 1886 году дебютировала на сцене театра Рижского латышского общества в роли мальчика Вани в спектакле по мотивам оперы Михаила Глинки «Жизнь за царя». Сразу после этого получила приглашение в постоянный актёрский состав театра. Основные роли сыграла до Первой мировой войны, в последний раз вышла на сцену в 1922 году. Последние годы жизни провела прикованная к постели.

## Наиболее известные роли
- Р. Блауманис «Skroderdienas Silmačos» — Карленс
- Р. Блауманис «Ugunī» — Кристина
- Аспазия «Vaidelote» — Мирдза
- Гёте «Фауст» — Грета
- Шекспир «Гамлет» — Офелия
- Шекспир «Отелло» — Дездемона.

## Память
Похоронена в Риге на Лесном кладбище.
В 2006 году при выборе «Ста личностей Латвии» Д. Акментиня заняла 177-е место.